# Альпедрете
Альпедрете (ісп. Alpedrete) — муніципалітет в Іспанії, у складі автономної спільноти Мадрид. Населення — 13 163 особи (2010).
Муніципалітет розташований на відстані близько 38 км на північний захід від Мадрида.
На території муніципалітету розташовані такі населені пункти: (дані про населення за 2010 рік)
- Альпедрете: 10173 особи
- Вальденсіна: 240 осіб
- Лос-Негралес-Лос-Льянос: 2750 осіб

## Демографія
Динаміка населення (INE ):

## Галерея зображень

Розташування муніципалітету у автономній спільноті Мадрид
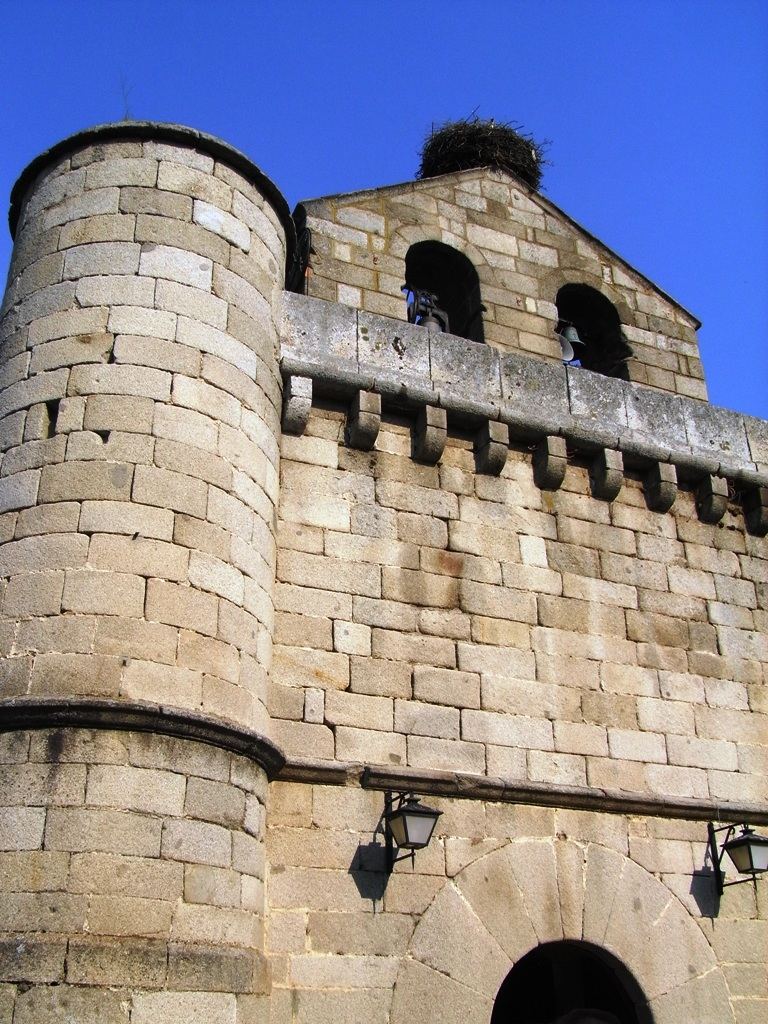
Парафіяльна церква Ла-Асунсьйон-де-Нуестра-Сеньйора
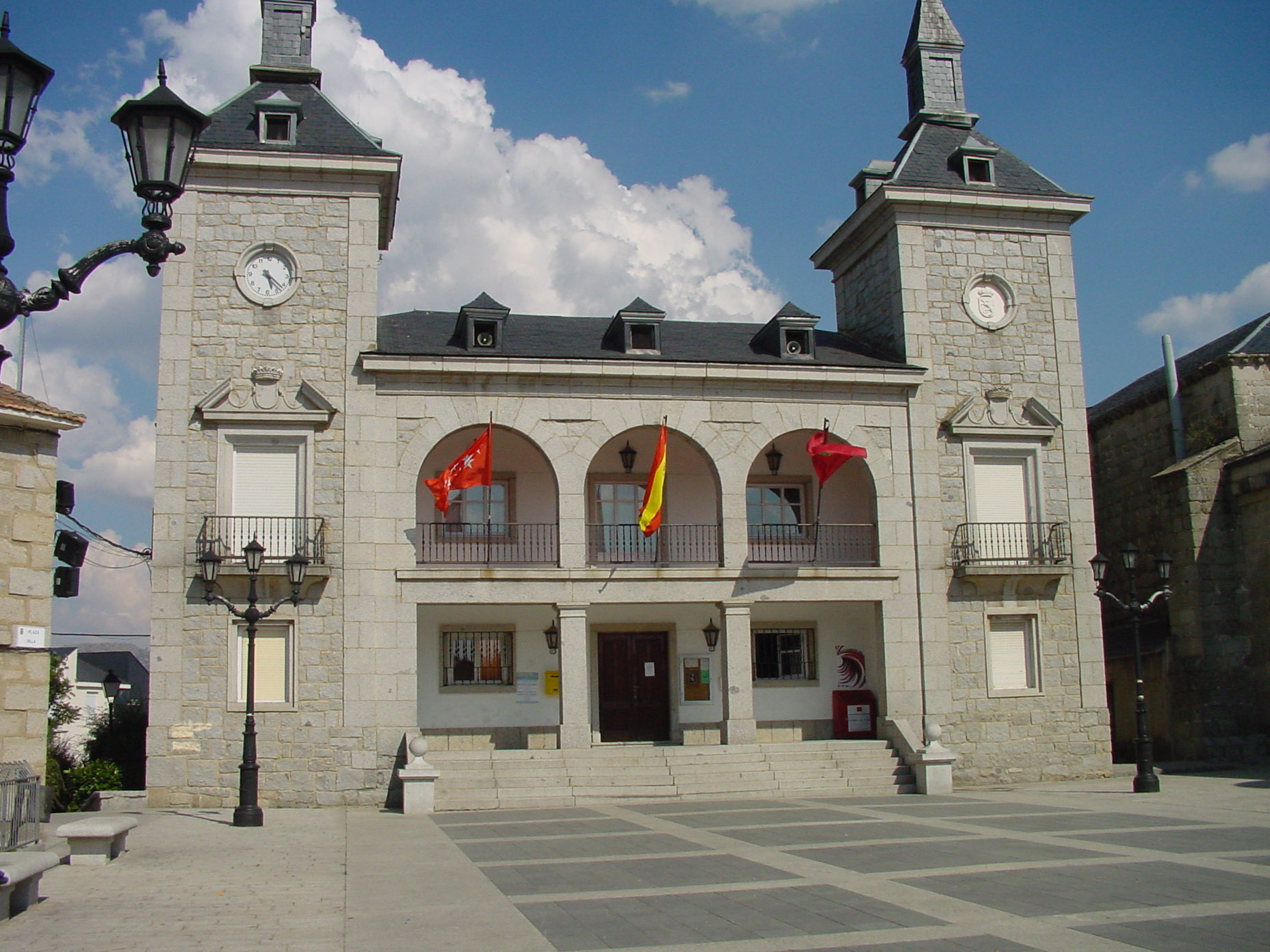
Ратуша